# Arzama gargantua
Arzama gargantua là một loài bướm đêm trong họ Noctuidae.